# Meall a Choire Leith
Meall a Choire Leith är ett berg i Storbritannien.   Det ligger i kommunen Perth and Kinross och riksdelen Skottland, i den norra delen av landet, 600 km nordväst om huvudstaden London. Toppen på Meall a Choire Leith är 926 meter över havet, eller 167 meter över den omgivande terrängen. Bredden vid basen är 1,6 km.
Terrängen runt Meall a Choire Leith är kuperad åt nordväst, men åt sydost är den bergig.Runt Meall a Choire Leith är det mycket glesbefolkat, med 4 invånare per kvadratkilometer. Närmaste större samhälle är Killin, 11,7 km söder om Meall a Choire Leith. Trakten runt Meall a Choire Leith består i huvudsak av gräsmarker.